# Serbiens ambassad i Stockholm
Serbiens ambassad i Stockholm (även Serbiska ambassaden i Stockholm) är Serbiens diplomatiska representation i Sverige. Ambassadör sedan 2017 är Dragan Momčilović. Ambassaden upprättades 1918. Diplomatkoden på beskickningens bilar är DR.

## Fastigheter
Ambassaden var 1973-2020 belägen i fastigheten Piplärkan 7 vid Valhallavägen 70 i Lärkstaden (från början som Jugoslaviens ambassad).  Sedan 2020 är ambassaden belägen på Hantverkargatan 26.

## Beskickningschefer
| Namn                  | Period    | Funktion   | Anmärkning |
| --------------------- | --------- | ---------- | ---------- |
| Ninoslav Stojadinovic | ????–2011 | Ambassadör |            |
| Dusan Crnogorcevic    | 2011–2017 | Ambassadör |            |
| Dragan Momčilović     | 2017–     | Ambassadör |            |